# 米科拉恩科韋
51°29′26″N 33°24′2″E / 51.49056°N 33.40056°E
米科拉延科韋（烏克蘭語：Миколаєнкове）是位於烏克蘭東北部的村莊，由蘇梅州科諾托普區的克羅萊韋茨市鎮負責管轄。該村距離米爾涅0.5公里，海拔高度186米，2001年人口7。